# Direito comercial
Direito comercial é um ramo do direito privado que pode ser entendido como o conjunto de normas disciplinadoras da atividade negocial do empresário, e de qualquer pessoa física ou jurídica, destinada a fins de natureza econômica, desde que habitual e dirigida à produção de bens ou serviços conducentes a resultados patrimoniais ou lucrativos, e que a exerça com a racionalidade própria de "empresa", sendo um ramo especial de direito privado, que objetiva fornecer maior segurança jurídica as regras aplicáveis as atividades econômicas profissionais que se ocupam com a produção e circulação de bens e serviços.
Em Portugal, veja-se direito comercial português. Rege os atos tidos como comerciais.
Assim entendido, o direito empresarial abrange um conjunto variado de matérias, incluindo as obrigações dos empresários, as sociedades empresárias, os contratos especiais de comércio, os títulos de crédito, a propriedade intelectual, entre outras. Desde 1886 nos Estados Unidos, as corporações passaram a ter direitos humanos, antes reservados apenas a pessoas físicas.

## Evolução
O direito comercial, também conhecido como direito empresarial, é uma área do direito que trata das relações jurídicas decorrentes das atividades comerciais e empresariais. Ele regula as atividades dos empresários, sociedades empresárias e outras formas de organização de empresas, bem como as relações entre esses sujeitos e terceiros. O direito comercial tem como objetivo proporcionar um ambiente jurídico seguro e eficiente para a realização das atividades comerciais.
Ao longo da história, o direito comercial evoluiu significativamente. Inicialmente, era caracterizado por normas mais específicas e aplicáveis apenas a certas atividades comerciais. Com o tempo, essa abordagem mais setorial foi sendo substituída por uma visão mais abrangente, que passou a tratar do conjunto de atividades empresariais como um todo. A transição do direito comercial para o direito da empresa reflete uma mudança de foco: de uma perspectiva centrada nas atividades comerciais específicas para uma visão mais ampla e abrangente das organizações empresariais. Esse desenvolvimento se deu para acompanhar a complexidade crescente das relações empresariais e para fornecer um arcabouço jurídico mais flexível e adaptável às diversas formas de organização empresarial.
O direito da empresa concentra-se não apenas nas atividades comerciais em si, mas também nas estruturas organizacionais, na governança corporativa, nas relações contratuais, nas responsabilidades dos administradores e em outros aspectos que permeiam a vida das empresas. Ele busca oferecer ferramentas jurídicas que permitam uma gestão eficiente e justa das organizações, levando em consideração não apenas os interesses dos empresários, mas também os direitos e interesses dos diversos stakeholders, como funcionários, acionistas, credores e a sociedade em geral. Essa evolução reflete a necessidade de um quadro jurídico mais dinâmico e adaptável às transformações no mundo dos negócios, reconhecendo a importância das empresas como agentes fundamentais na economia e na sociedade. Portanto, o termo mais usado atualmente é Direito da Empresa que resulta da evolução do direito comercial.

## História
Ao longo dos séculos, o direito comercial tem passado por uma notável transformação, refletindo as mudanças nas práticas comerciais, nas estruturas econômicas e na complexidade das relações empresariais. Desde seus primórdios até a contemporaneidade, a evolução dessa área do direito tem sido marcada por uma busca constante por adequação às demandas do mundo dos negócios.
Em Roma, o direito comercial era inicialmente parte do jus civile (direito civil) e era regido pelos princípios do direito romano. Ao longo do tempo, porém, o direito comercial adquiriu uma autonomia crescente. As "actiones mercatoriae" eram ações legais específicas para disputas comerciais. O princípio de "uti possidetis" (como possuis) era fundamental, reconhecendo os contratos e acordos comerciais. O "commercium" era a capacidade legal de participar de transações comerciais, conferida aos cidadãos romanos. Os "negotia" (negócios) podiam incluir contratos, sociedades e outras formas de atividades comerciais. O "societas" era uma forma primitiva de sociedade, precursora das modernas sociedades empresariais. A Lei Aquília, parte do direito romano, tratava de responsabilidade extracontratual e incluía disposições relevantes para questões comerciais. No entanto, é importante notar que o direito comercial romano era mais fragmentado e menos sistematizado em comparação com os desenvolvimentos posteriores na Europa.
Na Grécia Antiga, a abordagem ao comércio e ao direito comercial era diferente da de Roma. Atenas, uma das cidades-estado gregas mais proeminentes, era um centro comercial significativo. O "nomos emporikos" era um conjunto de leis comerciais que regulava as atividades comerciais em Atenas. Elas incluíam disposições sobre contratos, transações marítimas e regulamentações para o comércio em geral. Os contratos eram essenciais para as transações comerciais, e os gregos desenvolveram mecanismos para resolver disputas contratuais, muitas vezes recorrendo a tribunais ou árbitros. Os "syngraphai" eram contratos escritos que registravam as obrigações das partes envolvidas nas transações comerciais. A xenia, uma forma de hospitalidade comercial, era valorizada na Grécia Antiga. Isso influenciou as relações comerciais e estabeleceu padrões éticos para os negócios.
Nos tempos medievais, o direito comercial começou a emergir à medida que as atividades comerciais se intensificavam. Guildas mercantis, formas precursoras de organizações empresariais, eram fundamentais nesse contexto. O direito comercial nesse período estava frequentemente enraizado em tradições locais e costumes. O século XIX testemunhou uma fase crucial com a promulgação do Código Comercial Francês em 1807 durante a era napoleônica. Esse código teve uma influência disseminadora, modelando sistemas jurídicos em toda a Europa. A abordagem codificada trouxe clareza e uniformidade às regras comerciais. No decorrer do século XIX e início do século XX, muitos países desenvolveram seus próprios códigos comerciais, consolidando regras relacionadas a contratos, sociedades e transações comerciais. Essa fase foi marcada pela sistematização das leis comerciais nacionais para atender às necessidades específicas de cada jurisdição.
Como em muitos países europeus, Portugal foi influenciado pelo direito romano, que estabeleceu as bases para as práticas comerciais e contratuais Durante a Idade Média, o direito canônico também teve uma influência significativa, especialmente nas relações comerciais que envolviam a Igreja e seus bens. No século XV, Dom Afonso V promulgou as Ordenações Afonsinas, um conjunto de leis que incluía disposições sobre comércio, contratos e responsabilidade civil. Posteriormente, Dom Manuel I elaborou as Ordenações Manuelinas, que também continham normas comerciais. A primeira codificação expressa do direito comercial em Portugal ocorreu com o Código Comercial de 1833. Esse código consolidou as normas aplicáveis ao comércio e às relações empresariais da época. 
O Código Comercial de 1888 trouxe importantes alterações e atualizações às disposições comerciais em vigor. Este código permaneceu relevante por um longo período, consolidando as regras para a criação e gestão de empresas, contratos comerciais e outros temas relacionados. Ao longo do século XX e início do século XXI, Portugal passou por reformas para modernizar suas leis comerciais. Isso incluiu ajustes para atender às mudanças nas práticas empresariais e incorporar padrões internacionais.A adesão de Portugal à União Europeia em 1986 também teve impacto no direito comercial. A harmonização de legislações, conforme exigido pela UE, influenciou o desenvolvimento das normas comerciais portuguesas.  Em 1986, foi promulgado o Código das Sociedades Comerciais, consolidando as regras aplicáveis às empresas e sociedades comerciais. Esse código abrange questões como a constituição de empresas, responsabilidade dos sócios, governança corporativa e outras matérias relacionadas. Portugal continuou a realizar reformas para modernizar e simplificar suas leis comerciais. Essas reformas visam promover um ambiente de negócios mais eficiente, transparente e em conformidade com as melhores práticas internacionais.
No Brasil, o Código Comercial de 1850 foi substituído pelo Código Civil de 2002, que adotou uma abordagem mais abrangente e integradora. Essa mudança reflete a transição de um direito comercial mais tradicional para uma visão mais moderna e holística, considerando não apenas as transações comerciais, mas também as complexas estruturas empresariais. Com a globalização dos negócios, tornou-se imperativo harmonizar leis comerciais internacionalmente. A Convenção das Nações Unidas sobre Contratos de Compra e Venda Internacional de Mercadorias (CISG) é um exemplo desse esforço, visando criar padrões uniformes para transações comerciais internacionais.
À medida que as empresas se tornaram entidades mais complexas, envolvendo não apenas transações comerciais, mas também questões de governança, responsabilidade social e relações intraempresariais, o direito comercial evoluiu para o que agora é conhecido como direito da empresa. Essa transição destaca uma mudança de foco de atividades comerciais isoladas para a gestão abrangente das organizações. Em síntese, a evolução do direito comercial reflete não apenas as transformações nas práticas de negócios, mas também a necessidade de um enquadramento jurídico que seja adaptável e abrangente. Do comércio medieval às complexas estruturas empresariais contemporâneas, essa jornada histórica destaca a capacidade do direito comercial/direito empresarial de se reinventar para atender às demandas dinâmicas e desafiadoras do mundo dos negócios.

## Portugal
O Direito comercial de Portugal, segundo Coutinho de Abreu, é definível como o sistema jurídico-normativo dos actos de comércio e comerciantes. Estes actos e sujeitos, ligam-se em regra às empresas comerciais.
Segundo o quadro jurídico-positivo português, podemos defini-lo, citando Coutinho de Abreu, como o sistema jurídico-normativo que disciplina de modo especial os actos de comércio e os comerciantes.
O direito comercial é um ramo de direito privado (veja-se a distinção entre direito público e privado). No essencial, o direito privado, rege as relações entre particulares. O direito civil constitui o núcleo fundamental do direito privado - direito civil como direito privado comum.
Dentro do direito privado comum, aplicável a todas as pessoas e relações entre particulares, o direito comercial é considerado especial, tem normas diferentes do direito privado comum, aplica-se somente a certos sujeitos, objectos e relações, sendo o direito civil comum aplicável subsidiariamente (na falta de regulação). Sendo que existe o direito privado comum, que vimos, e o direito privado especial (não excepcional), certos, como direito comercial, o direito do trabalho e outros têm autonima, daí serem considerados direito privado especial.
O direito comercial é um ramo de direito privado, não obstante contém algumas disposições de direito público (deveres jurídico-públicos dos comerciantes, disposições penais, etc).
O direito comercial, disciplina actos de comércio e comerciantes, sendo tais conceitos qualificáveis pela lei/doutrina.

### Atos de comércio
O artigo 2º do Código comercial de Portugal define e delimita os actos de comércio. Na redacção deste artigo "(…) serão considerados actos de comércio todos aqueles que se acharem especialmente regulados neste código e, além deles, todos os contratos e obrigações dos comerciantes, que não forem de natureza exclusivamente civil, se o contrário do próprio acto não resultar". Sendo que os actos de comércio, naturalmente serão regulados pela lei comercial (não só apenas pelo código comercial, mas também por outras leis) e os civis serão regulados pelo direito civil geral ou comum, não sendo, pois, comerciais.
Os actos de comércio, são na maior das vezes, contratos.
Veja-se, acto(s) de comércio "especialmente regulados no código" / actos de comércio objectivo - por exemplo, a compra e venda comercial - 463 °C.com " São consideradas comerciais 1. As vendas de coisas móveis para revender, em bruto ou trabalhadas, ou simplesmente para lhes alugar o uso". Sendo este contrato de compra e venda diferente do regulado pelo código civil Português - artigo 874º do mesmo "Compra e venda é o contrato pelo qual se transmite a propriedade de uma coisa, ou outro direito, mediante um preço". Sendo o contrato de compra e venda comercial quando haja uma pretensão de revenda - aplicando-se a lei comercial. Tudo isto de um modo simplificado.
Os sujeitos dos actos de comércio podem ser comerciantes ou não comerciantes, se bem que os comerciantes são os principais protagonistas do direito comercial e têm um estatuto legal próprio. Podem ser considerados comerciantes pessoas singulares e pessoas colectivas.

## Brasil
No Brasil, após a vigência do novo Código Civil, convencionou-se chamar de Direito Empresarial o conjunto de legislações, tanto públicas quanto privadas, que regem as empresas brasileiras de personalidade jurídica de direito privado. Podem-se destacar os seguintes ramos de Direito que compõem o que seria o Direito Empresarial:
- Direito civil - parte empresarial;
- Direito comercial - parte do Código Comercial ainda em vigor;
- Direito tributário - pessoas jurídicas e equiparadas;
- Direito do trabalho - relações do empregador com o empregado e as entidades sindicais;
- Direito administrativo - leis das empresas sob controle público;
- Direito previdenciário - pessoas jurídicas que contribuem para o regime da previdência geral;
- Direito societário - leis sobre as companhias brasileiras e os investimentos nos mercado de capitais;
- Direito cambiário - leis sobre os títulos de crédito;
- Direito falimentar - leis sobre a falência, recuperação judicial e extrajudicial e liquidação de entidades;
- Direito econômico - leis sobre concessões públicas, regulação e defesa da concorrência e intervenção do estado na propriedade;
- Direito constitucional - organização econômica;
- Direito penal - crimes dos administradores e contadores;
- Direito internacional privado - leis sobre o comércio, sobre o meio ambiente;
- Direito financeiro - leis sobre instituições financeiras, aplicações em títulos financeiros, juros, empréstimos e moeda estrangeira.